# Klon pensylwański
Klon pensylwański (Acer pensylvanicum L.) – gatunek małego drzewa należący do rodziny mydleńcowatych (Sapindaceae). W obrębie rodzaju klasyfikowany do sekcji Macrantha. Występuje we wschodniej Ameryce Północnej od stanu Quebec w Kanadzie do wschodniego Illinois i New Jersey w Stanach Zjednoczonych oraz w Appalachach.

## Morfologia
Drzewo dorasta do 10-15 metrów wysokości, w niesprzyjających warunkach rośnie często krzewiasto. Kora na pniu i starszych konarach z białymi podłużnymi paskami. Młode pędy zielone, lub lekko czerwonawe, od 2 roku pojawiają się białe podłużne prążki. Liście osiągają do 18 cm długości, 3-klapowe z płytkimi wcięciami, ząbkowane, jesienią przebarwiające się na jasnożółto.

## Zastosowanie
Gatunek sadzony jako drzewo ozdobne w ogrodach. W warunkach Europy Środkowej rośnie bez problemów, nasiona należy wysiewać jesienią po zebraniu lub stratyfikować do wiosny 120 dni w temp. 3-5 °C i siać w kwietniu-maju.